# つるぎ町立坂根小学校
つるぎ町立坂根小学校（つるぎちょうりつ さかねしょうがっこう）は、かつて徳島県美馬郡つるぎ町にあった公立小学校。
児童数の減少などの理由で2006年（平成18年）3月31日をもって休校し、同年4月1日につるぎ町立八千代小学校に統合された。

## 概要
- 吉野川の支流半田川を6Kmほど上流へ、高清小学校のあった川又からさらにその支流東谷川を1.8kmさかのぼると、県道上蓮小野線沿いに校舎がある。
- 冬の始業前におはようマラソンがあった。
- 校舎は鉄骨造りの2階建て校舎。
- 現在、校舎は残っている。

## 基礎データ
校区
- 坂根、日谷尾、上蓮、折坂、小井野、下尾尻、青野地区。

全校児童数
- 46人（1977年（昭和52年）当時）

全卒業生数　
- ？人

最寄バス停

## 沿革
- 1879年 - 創立。
- 2005年 - 町村合併により、つるぎ町立坂根小学校と改称。
- 2006年
  - 3月31日 - 児童数の減少により休校となる。
  - 4月1日 - つるぎ町立八千代小学校に併合された。

## 交通

### 最寄駅
- JR徳島線阿波半田駅